# Serie A1 1999-2000 (rugby a 15)
La serie A1 1999-2000 fu il 70º campionato nazionale italiano di rugby a 15 di prima divisione.
Si tenne dal 31 ottobre 1999 al 17 giugno 2000 tra 12 squadre e si disputò, al pari delle due edizioni precedenti, con una formula a due gironi iniziali da 6 squadre ciascuno più una poule per decidere le semifinaliste.
Per la partita-scudetto vi fu un incontro inedito, tra la Rugby Roma e L’Aquila; per gli abruzzesi si trattava della seconda finale, per i capitolini l'esordio assoluto nella gara valevole per l'assegnazione del titolo.
A vincere fu la Rugby Roma, che chiuse il primo tempo 30-0 e, nonostante il ritorno aquilano nella ripresa (3 mete), riuscì a imporsi per 35-17 e ad assicurarsi il suo quinto scudetto, a 51 anni di distanza dal precedente, ottenuto nel 1948-49.
Si segnalarono, tra gli exploit di stagione, il Viadana, club della provincia mantovana che, alla sua prima stagione in serie A1, riuscì a giungere fino alla semifinale, persa contro i futuri campioni d'Italia, e il Piacenza il quale, quinto assoluto in campionato e al suo terzo anno di massima serie, si qualificò per l'European Challenge Cup.
A retrocedere in serie A2 furono il Bologna e il Mirano, quest'ultimo al 2020 alla sua apparizione più recente in prima divisione.

## Formula
Il campionato fu diviso in due fasi: la prima fase di due gironi da sei squadre ciascuno: le prime tre di ogni girone accedettero alla Poule scudetto mentre le ultime tre alla Poule salvezza.
Di quest'ultima, la quinta e la sesta classificata retrocedettero in serie A2.
Della Poule scudetto accedettero ai play-off per il titolo le prime quattro; la quarta classificata dovette affrontare un turno preliminare contro la vincitrice del campionato di A2, e la vincitrice fu ammessa alle semifinali come quarta classificata.
In semifinale la vincitrice della Poule scudetto affrontò la quarta classificata, e la seconda affrontò la terza; tutti gli incontri dai preliminari alla semifinale furono disputati in gara unica, in casa della formazione miglior classificata nella Poule.
La finale fu in gara unica in campo neutro tra le due vincitrici delle semifinali.

## Squadre partecipanti
| Club              | Sponsor                             | Città             | Impianto interno          |
| ----------------- | ----------------------------------- | ----------------- | ------------------------- |
| Amat. & Calvisano | Fly Flot (calzature)                | Calvisano         | Stadio San Michele        |
| L’Aquila          |                                     | L'Aquila          | Stadio Tommaso Fattori    |
| Benetton          | Benetton (abbigliamento)            | Treviso           | Stadio di Monigo          |
| Bologna           | Famous Grouse                       | Bologna           | Stadio Arcoveggio         |
| Mirano            | Lofra                               | Mirano            |                           |
| Parma             | Overmach (meccanica)                | Parma             | Stadio fratelli Cervi     |
| Petrarca          | Simac                               | Padova            | Stadio Plebiscito         |
| Piacenza          | Copra Market                        | Piacenza          | Stadio Walter Beltrametti |
| Rugby Roma        | Radio Dimensione Suono (radiofonia) | Roma              | Stadio Tre Fontane        |
| Rovigo            | Femi-CZ                             | Rovigo            | Stadio Mario Battaglini   |
| San Donà          | General Membrane                    | San Donà di Piave | Stadio Pippo Torresan     |
| Viadana           | Arix (pulizia della casa)           | Viadana           | Stadio Luigi Zaffanella   |

## Prima fase

### Girone A
| 31-10-1999 | 1ª/6ª giornata             | 23-1-2000 |
| ---------- | -------------------------- | --------- |
| 30-20      | Benetton - Viadana         | 10-15     |
| 18-11      | Am. & Calvisano - L'Aquila | 19-21     |
| 55-3       | Rovigo - San Donà          | 36-17     |
|            |                            |           |
| 5-12-1999  | 4ª/9ª giornata             | 12-3-2000 |
| 70-16      | Am. & Calvisano - San Donà | 54-31     |
| 21-9       | Rovigo - Benetton          | 9-16      |
| 17-6       | L'Aquila - Viadana         | 41-40     |

| 7-11-1999 | 2ª/7ª giornata             | 13-2-2000 |
| --------- | -------------------------- | --------- |
| 7-36      | San Donà - Benetton        | 19-47     |
| 31-18     | L'Aquila - Rovigo          | 15-32     |
| 16-6      | Viadana - Am. & Calvisano  | 31-34     |
|           |                            |           |
| 6-1-2000  | 5ª/10ª giornata            | 26-3-2000 |
| 41-29     | Benetton - Am. & Calvisano | 22-11     |
| 17-27     | San Donà - L'Aquila        | 19-37     |
| 39-29     | Viadana - Rovigo           | 29-27     |

| 14-11-1999 | 3ª/8ª giornata           | 19-2-2000 |
| ---------- | ------------------------ | --------- |
| 50-6       | Benetton - L'Aquila      | 16-27     |
| 44-30      | Rovigo - Am. & Calvisano | 18-30     |
| 20-56      | San Donà - Viadana       | 18-58     |

#### Classifica
| Pos | Squadra           | G  | V | N | P  | PF  | PS  | DP   | Pt |
| --- | ----------------- | -- | - | - | -- | --- | --- | ---- | -- |
| 1   | Benetton          | 10 | 7 | 0 | 3  | 277 | 164 | +113 | 14 |
| 2   | L’Aquila          | 10 | 7 | 0 | 3  | 229 | 235 | −6   | 14 |
| 3   | Viadana           | 10 | 6 | 0 | 4  | 303 | 239 | +64  | 12 |
| 4   | Rovigo            | 10 | 5 | 0 | 5  | 287 | 219 | +68  | 10 |
| 5   | Amat. & Calvisano | 10 | 5 | 0 | 5  | 301 | 251 | +50  | 10 |
| 6   | San Donà          | 10 | 0 | 0 | 10 | 174 | 463 | −289 | 0  |

### Girone B
| 31-10-1999 | 1ª/6ª giornata       | 23-1-2000 |
| ---------- | -------------------- | --------- |
| 29-16      | Petrarca - Parma     | 12-28     |
| 24-16      | Piacenza - Mirano    | 30-12     |
| 12-70      | Bologna - Rugby Roma | 6-76      |
|            |                      |           |

| 5-12-1999 | 4ª/9ª giornata      | 12-3-2000 |
| --------- | ------------------- | --------- |
| 30-19     | Rugby Roma - Parma  | 12-21     |
| 22-28     | Piacenza - Petrarca | 19-17     |
| 6-13      | Bologna - Mirano    | 15-39     |

| 7-11-1999 | 2ª/7ª giornata        | 13-2-2000 |
| --------- | --------------------- | --------- |
| 25-15     | Rugby Roma - Piacenza | 24-9      |
| 21-9      | Parma - Bologna       | 18-13     |
| 14-10     | Mirano - Petrarca     | 15-71     |
|           |                       |           |

| 6-1-2000 | 5ª/10ª giornata     | 26-3-2000 |
| -------- | ------------------- | --------- |
| 65-24    | Petrarca - Bologna  | 57-14     |
| 16-25    | Parma - Piacenza    | 7-63      |
| 5-57     | Mirano - Rugby Roma | 0-54      |

| 14-11-1999 | 3ª/8ª giornata        | 19-2-2000 |
| ---------- | --------------------- | --------- |
| 17-16      | Petrarca - Rugby Roma | 23-38     |
| 23-10      | Parma - Mirano        | 26-18     |
| 11-35      | Bologna - Piacenza    | 7-69      |

#### Classifica
| Pos | Squadra    | G  | V | N | P  | PF  | PS  | DP   | Pt |
| --- | ---------- | -- | - | - | -- | --- | --- | ---- | -- |
| 1   | Rugby Roma | 10 | 8 | 0 | 2  | 402 | 127 | +275 | 16 |
| 2   | Piacenza   | 10 | 7 | 0 | 3  | 313 | 163 | +150 | 14 |
| 3   | Parma      | 10 | 6 | 0 | 4  | 195 | 221 | −26  | 12 |
| 4   | Petrarca   | 10 | 6 | 0 | 4  | 329 | 206 | +123 | 12 |
| 5   | Mirano     | 10 | 3 | 0 | 7  | 142 | 316 | −174 | 6  |
| 6   | Bologna    | 10 | 0 | 0 | 10 | 117 | 465 | −348 | 0  |

## Seconda fase

### Poule salvezza
|       | 1ª/6ª giornata               |       |
| ----- | ---------------------------- | ----- |
| 26-13 | Rovigo - Bologna             | 54-5  |
| 63-19 | Amatori & Calvisano - Mirano | 14-20 |
| 45-24 | Petrarca - San Donà          | 26-34 |
|       |                              |       |

|       | 4ª/9ª giornata                 |       |
| ----- | ------------------------------ | ----- |
| 60-6  | Rovigo - San Donà              | 23-21 |
| 30-30 | Petrarca - Amatori & Calvisano | 31-35 |
| 29-20 | Bologna - Mirano               | 18-23 |

|       | 2ª/7ª giornata                 |       |
| ----- | ------------------------------ | ----- |
| 19-51 | San Donà - Amatori & Calvisano | 5-57  |
| 13-16 | Mirano - Rovigo                | 11-60 |
| 19-50 | Bologna - Petrarca             | 10-31 |
|       |                                |       |

|       | 5ª/10ª giornata              |       |
| ----- | ---------------------------- | ----- |
| 26-24 | Amatori & Calvisano - Rovigo | 6-26  |
| 34-18 | San Donà - Bologna           | 19-34 |
| 33-39 | Mirano - Petrarca            | 27-39 |

|       | 3ª/8ª giornata                |       |
| ----- | ----------------------------- | ----- |
| 63-12 | Amatori & Calvisano - Bologna | 27-22 |
| 33-17 | San Donà - Mirano             | 22-20 |
| 14-41 | Petrarca - Rovigo             | 19-26 |

#### Classifica
| Pos | Squadra           | G  | V | N | P | PF  | PS  | DP   | Pt |
| --- | ----------------- | -- | - | - | - | --- | --- | ---- | -- |
| 1   | Rovigo            | 10 | 9 | 0 | 1 | 356 | 134 | +222 | 18 |
| 2   | Amat. & Calvisano | 10 | 7 | 1 | 2 | 372 | 208 | +164 | 15 |
| 3   | Petrarca          | 10 | 5 | 1 | 4 | 324 | 279 | +45  | 11 |
| 4   | San Donà          | 10 | 4 | 0 | 6 | 217 | 351 | −134 | 8  |
| 5   | Bologna           | 10 | 2 | 0 | 8 | 180 | 347 | −167 | 4  |
| 6   | Mirano            | 10 | 2 | 0 | 8 | 203 | 333 | −130 | 4  |

### Poule scudetto
|       | 1ª/6ª giornata              |       |
| ----- | --------------------------- | ----- |
| 30-23 | Benetton Treviso - Piacenza | 27-29 |
| 47-13 | Viadana - Parma             | 26-19 |
| 17-13 | Rugby Roma - L'Aquila       | 19-21 |
|       |                             |       |

|       | 4ª/9ª giornata                |       |
| ----- | ----------------------------- | ----- |
| 35-16 | L'Aquila - Parma              | 26-27 |
| 38-14 | Viadana - Piacenza            | 21-32 |
| 30-15 | Rugby Roma - Benetton Treviso | 26-39 |

|       | 2ª/7ª giornata           |       |
| ----- | ------------------------ | ----- |
| 17-21 | L'Aquila - Viadana       | 10-26 |
| 28-18 | Piacenza - Rugby Roma    | 23-48 |
| 23-55 | Parma - Benetton Treviso | 8-55  |
|       |                          |       |

|       | 5ª/10ª giornata            |       |
| ----- | -------------------------- | ----- |
| 39-20 | Benetton Treviso - Viadana | 13-25 |
| 19-30 | Piacenza - L'Aquila        | 33-36 |
| 14-23 | Parma - Rugby Roma         | 15-55 |

|       | 3ª/8ª giornata              |       |
| ----- | --------------------------- | ----- |
| 39-14 | Benetton Treviso - L'Aquila | 42-21 |
| 35-21 | Rugby Roma - Viadana        | 5-15  |
| 28-15 | Parma - Piacenza            | 13-44 |

#### Classifica
| Pos | Squadra    | G  | V | N | P | PF  | PS  | DP   | Pt |
| --- | ---------- | -- | - | - | - | --- | --- | ---- | -- |
| 1   | Benetton   | 10 | 7 | 0 | 3 | 254 | 219 | +35  | 14 |
| 2   | Viadana    | 10 | 7 | 0 | 3 | 260 | 197 | +63  | 14 |
| 3   | Rugby Roma | 10 | 6 | 0 | 4 | 276 | 204 | +72  | 12 |
| 4   | L’Aquila   | 10 | 4 | 0 | 6 | 223 | 259 | −36  | 8  |
| 5   | Piacenza   | 10 | 4 | 0 | 6 | 260 | 289 | −29  | 8  |
| 6   | Parma      | 10 | 2 | 0 | 8 | 176 | 381 | −205 | 3  |

## Play-off
|  | Spareggio  | Spareggio  | Spareggio  |            |          | Semifinali | Semifinali | Semifinali |  |  | Finale | Finale | Finale |  |
|  |            |            |            |            |          |            |            |            |  |  |        |        |        |  |
|  |            |            |            |            |          | Benetton   | Benetton   | 17         |  |  |        |        |        |  |
|  |            |            |            |            |          | Benetton   | Benetton   | 17         |  |  |        |        |        |  |
|  |            |            | L’Aquila   | L’Aquila   | 19       |            |            |            |  |  |        |        |        |  |
|  | L’Aquila   | L’Aquila   | L’Aquila   | L’Aquila   | 19       | 45         |            |            |  |  |        |        |        |  |
|  | L’Aquila   | L’Aquila   |            |            |          |            |            |            |  |  |        |        |        |  |
|  | GRAN Parma | GRAN Parma | 18         |            |          |            |            |            |  |  |        |        |        |  |
|  | GRAN Parma | GRAN Parma | 18         |            | L’Aquila | L’Aquila   | 17         |            |  |  |        |        |        |  |
|  |            |            |            |            |          |            |            |            |  |  |        |        |        |  |
|  |            |            | Rugby Roma | Rugby Roma | 35       |            |            |            |  |  |        |        |        |  |
|  |            |            |            | Rugby Roma | 35       |            |            |            |  |  |        |        |        |  |
|  |            |            |            |            |          |            |            |            |  |  |        |        |        |  |
|  |            |            |            |            |          |            |            |            |  |  |        |        |        |  |
|  |            | Viadana    | Viadana    | 18         |          |            |            |            |  |  |        |        |        |  |
|  |            |            |            | 18         |          |            |            |            |  |  |        |        |        |  |
|  |            |            | Rugby Roma | Rugby Roma | 31       |            |            |            |  |  |        |        |        |  |

### Finale
| Arbitro: | Lombardi (Torre del Greco) |

| |              | |
| Pez 2’ Roselli 18’, 72’ Raineri 32’ | mt           | 44’ Privitera 56’ Watson 62’ Aloisio |
| Pez 2’, 18’, 32’ | tr           | 62’ Va'a |
| Pez 12’, 21’, 30’ | c.p.         | |
| · De Angelis · Donati · Camardón · Raineri · Roselli · 80+2’ Pez · 80+2’ G. Mazzi · Siciliano · 67’ Caione · Virgilio · Gross · 80+2’ Bencetti · 71’ 78’ Martinez · 61’ 71’ C. Pratichetti · 76’ Lo Cicero | Formazioni   | · Masi · Rotilio · Fr. Scipioni · Rossi · Aloisio · Va’a · Mazzantini · Zaffiri · Vaggi 15’ 18’ · Celli 78’ · Watson 76’ · Privitera · Perugini 8’ · Comperti 74’ · v.d. Esch |
| · 67’ Murrazzani · 71’ Castellani · 71’ Di Luia · 80+2’ Fortunato · 80+2’ L. Mazzi · 80+2’ Pennese | Sostituzioni | · D’Onofrio 15’ 18’ 78’ · Alfonsetti 74’ · Cicino 78’ |
| Gilbert Doucet | Allenatori   | Mike Brewer |

## Verdetti
- Rugby Roma: campione d'Italia
- Rugby Roma e L’Aquila: qualificate alla Heineken Cup 2000-01
- Benetton, Viadana, Piacenza e Parma: qualificate alla European Challenge Cup 2000-01
- Bologna e Mirano: retrocesse in serie A2 2000-01